# Miecznik wielki litewski
Miecznik wielki litewski (łac. gladifer, ensifer, armifer) – urząd dworski I Rzeczypospolitej.
Przejęty w Wielkim Księstwie Litewskim na wzór miecznika wielkiego koronnego.
Miecznik wielki litewski nosił miecz głownią do góry, po lewej stronie wielkiego księcia, jako oznakę władzy wojskowej monarchy. W czasie pogrzebu miecz odwracał głownią do dołu, a na rękojeści stawiał świece. Przed ołtarzem miecznik rzucał miecz na posadzkę lub łamał go, gdy monarcha był ostatnim z rodu.

## Lista mieczników wielkich litewskich
- Wojciech Iwaszkewicz (1499)
- Janusz Stanisław Kastewicz (1505 – 1507)
- Jan Niemirowicz Szczytt (1509-1510)
- Jerzy Michał Jedka (1529 – 1531)
- Mikołaj Piotr Aleknowicz (1539 – 1547)
- Syrutowicz (1550 – 1563)
- Dymitr Chalecki (1579 – 1588)
- Jan Józef Chalecki (1589 – 1615)
- Mikołaj Krzysztof Chalecki (1615 – 1650)
- Jerzy Tyzenhauz (1650 – 1679)
- Szymon Karol Ogiński (1679 – 1685)
- Michał Franciszek Ogiński (1685–1695)
- Marcjan Michał Ogiński (1695 – 1703)
- Kaźmirz Krzysztof Sienicki (1703 – 1707)
- Billewicz (1708 – 1709)
- Aleksander Przeździecki (1709 – 1710)
- Mikołaj Faustyn Radziwiłł (1710, 1711 – 1729)
- Józef Tadeusz Ogiński (1729 – 1730)
- Ignacy Aniceta Zawisza (1730 – 1734)
- Janusz Aleksander Sanguszko (1735 – 1750)
- Szymon Syruć (1750 – 1752)
- Karol Stanisław Radziwiłł (1752 – 1762)
- Andrzej Ignacy Ogiński (1762 – 1771)
- Michał Hieronim Radziwiłł (1771 – 1775)
- Hieronim Janusz Sanguszko (1775)
- Aleksander Maciej Ossoliński (1775 – 1789)
- Michał Kleofas Ogiński (1789 - 1793)